# 夕凪カベポスター
夕凪カベポスター（ゆうなぎカベポスター）は、MBSラジオで2022年11月3日から2023年9月10日まで放送されていたラジオの生ワイド番組。愛称は『夕カベ』。
なお、本項では2023年10月から放送されている事実上の後継番組『カベポスターのMBSヤングタウン』についても詳述する。

## 概要
この番組は、2021年のナイターオフシーズンに放送された『MBSヤングタウンNEXT』に出演したお笑いコンビのカベポスターが、満を持してラジオの生ワイド番組を担当するもの。
2022年度はナイターオフ期間にあたる2022年11月3日から2023年3月30日まで毎週木曜日の18:00 - 20:00に放送された。2023年度はナイターシーズン期間中にあたる同年4月から9月10日まで放送されたが、放送回数は月一回・阪神タイガース戦が基からデーゲームで開催される日となり、放送曜日も日曜日に変更された。ただ放送時間は変更されず2022年度ナイターオフ期間同様18:00 - 20:00に放送された。
当日の放送については放送終了後にMBSラジオの公式YouTubeチャンネルで音楽部分をカットしたものが配信され、過去のアーカイブ放送も聴くことができる。ちなみに『夕凪カベポスター』時代のアーカイブ音源は『ヤングタウン』移行後もそのまま残されている。
夕凪カベポスターとしては事実上の最終回となる2023年9月10日の番組エンディングで同年10月から『カベポスターのMBSヤングタウン』にリニューアルして放送されることが発表され、有楽町マルイで10月1日まで開催されていたヤングタウン放送開始55周年を記念した「ヤンタン展in東京」において開催初日の9月22日に各曜日のパーソナリティが集結した取材会が行われた。

## 放送時間

### 夕凪カベポスター

#### 2022年度ナイターオフ
- 毎週木曜日 18:00 - 20:00（2022年11月3日 - 2023年3月30日）

#### 2023年度ナイターイン
- 月一回日曜 18:00 - 20:00（放送日：2023年4月16日・5月21日・6月25日・7月2日・8月27日・9月10日）

## 出演者
- カベポスター（永見大吾・浜田順平）

## 主なコーナー
- 「サムネトーク」
  - 毎回YouTube公式動画のサムネイルになるようなエピソードトークを2人が回ごとに交代して披露するコーナー。
- 「確かにトゥデイ」
  - カベポスターの漫才のツカミである「確かにお前の言う通り…」を毎回、場所や人などテーマを変えてリスナーから募集し、その中に永見が考えた回答を混ぜてそれがどれなのかを相方である浜田が見つける。なお当コーナーは後述のヤングタウンに引き継がれた。
- 「本物探偵vs本物回答者」
  - 本物の探偵になった永見と系列局であるTBSテレビで放送されている「世界ふしぎ発見!」をはじめとしたクイズ番組の回答者を目指す浜田がリスナーから募集した3択ミステリークイズに挑戦するコーナー。
- 「5分後の凪からバルス」
  - 放送のたび、Twitter（当時）のトレンドになる「バルス」のように、夕凪カベポスター発信でTwitter（当時）のトレンド入りを目指すコーナー。リスナー参加型となっており、番組内で言葉を決め、その言葉をリスナー全員で一斉にツイートする。

## カベポスターのMBSヤングタウン
『カベポスターのMBSヤングタウン』はMBSラジオで2023年10月2日から毎週月曜の22:00 - 23:30に放送されているラジオ番組。愛称は『カベポヤンタン』。2022年度のナイターオフ期間と2023年度のナイターイン期間中に放送されていた『夕凪カベポスター』の事実上の後継番組にあたり、新聞のラジオ欄では『カベポスター ヤン月』と表記される。

### 概要
同番組は2022年度のナイターオフ期間と2023年度のナイターイン期間中にMBSラジオで放送されていた『夕凪カベポスター』の事実上の後継番組にあたり、パーソナリティは引き続きカベポスターが担当する。
番組は基本的に茶屋町のMBS大阪本社のラジオスタジオから生放送されているが週によっては収録となる回もある。カベポスターは月1回MBSテレビで毎週土曜日に放送されているせやねん!に出演しており、その出演回の放送は原則収録となる。その回の収録については基本的にせやねん!放送終了後に実施されるがスケジュールの都合などによりその日以外に実施される場合がある。また2週連続で収録となる場合もある。
当日の放送については『夕凪カベポスター』時代から引き継ぎ放送終了後にMBSラジオの公式YouTubeチャンネルで音楽部分をカットしたものが配信され、『ヤングタウン』の過去のアーカイブ放送を聴くことができ、また『夕凪カベポスター』時代の放送も残されており、『ヤングタウン』と『夕凪カベポスター』の両方を聴くこともできる。
パーソナリティを務めるカベポスターは当番組開始前にもMBSヤングタウンの全曜日レギュラー放送復活をきっかけにヤングタウンの次世代（NEXT）を担うパーソナリティを発掘・育成すべく2021年度から日本プロ野球（NPB）のオフシーズン（ナイターオフ期間）を中心に放送開始された「MBSヤングタウンNEXT」でもパーソナリティを担当しており、「ヤングタウンNEXT」の経験者から「MBSヤングタウン」のパーソナリティに起用されるのはカベポスターが初めてである。
2024年1月1日は通常通り生放送されたが同日16時10分頃に発生した令和6年能登半島地震に関連するニュースを随時放送したため内容を一部変更して放送された。
2024年1月29日放送のエンディングで翌週（2月5日）からヤマトヨ産業が当番組のスポンサーに付くことが永見から発表された。スポンサーが付くことは前身番組の『夕凪カベポスター』時代を含めて初めてである。そのため番組終盤に実施されている「確かにトゥデイ」で募集・採用されたツカミのうち1つだけ当企業のホームページに掲載されることになったが6月24日放送分を最後にスポンサーから外れることが同じく永見から発表された。そのためこのコラボは6月3日放送分で終了した。
2024年10月7日の放送で番組開始から1年を迎えた。

### 放送時間
- 毎週月曜日 22:00 - 23:30[6]

### 出演者
- カベポスター（永見大吾・浜田順平）

### 主なコーナー
- 「確かにトゥデイ」
  - 前身番組の「夕凪カベポスター」から継続されたコーナー。「夕凪カベポスター」時代と同様にカベポスターの漫才のツカミである「確かにお前の言う通り…」を毎回、場所や人などテーマを変えてリスナーから募集し、その中に永見が考えた回答を混ぜてそれがどれなのかを相方である浜田が見つける。前述の通り、2024年2月5日放送分からヤマトヨ産業がスポンサーに付いたため番組で採用されたツカミの内、1つが当企業のホームページに掲載されることになった。また、毎月1週目のみヤマトヨ産業にちなんだテーマが募集されるようになったが、6月24日放送分でヤマトヨ産業はスポンサーを降りたためこのコラボは6月3日放送分で終了した。
- 「浜田を癒して!」
  - ヤングタウンから開始された新コーナー。癒しを求め、休みの度に全国どころか世界を旅する浜田に月曜の夜だけは、仕事で癒してあげようと浜田が癒されるようなメッセージや音をリスナーから募集し、紹介するコーナー。当コーナーを浜田癒し検定と称しており浜田が合格（癒された）と判断したリスナーには段位が与えられる。基本的には10段スタートであるが浜田の裁量によっては飛び級スタートとなるケースがある。毎週実施しているが、2024年1月1日放送については同日16時10分頃発生した令和6年能登半島地震に関連するニュースを随時放送した関係で実施されなかった。

| MBSラジオ MBSヤングタウン月曜日（ヤン月 22:00-23:30） | MBSラジオ MBSヤングタウン月曜日（ヤン月 22:00-23:30） | MBSラジオ MBSヤングタウン月曜日（ヤン月 22:00-23:30） |
| 前番組                                                | 番組名                                                | 次番組                                                |
| ----------------------------------------------------- | ----------------------------------------------------- | ----------------------------------------------------- |
| 若月佑美・工藤遥 （2021.10-2023.9）                   | カベポスター （2023.10. - ）                          | -                                                     |